# Skisprung-Intercontinental-Cup
Der Skisprung Interkontinental-Cup, abgekürzt ICOC, ist die zweithöchste Wettkampfserie im Skispringen der Frauen. Er entstand vor der Saison 2023/24 durch eine Zusammenlegung von FIS-Cup und Continental Cup. Damit existieren der Continental Cup (bestehend seit 2004/05) und der FIS-Cup (bestehend seit 2012/13) nicht mehr.

## Austragung
Der Interkontinental-Cup wird in der Saison 2023/24 erstmals ausgetragen. Die Wettkämpfe finden auf Schanzen in Europa und Nordamerika statt.

## Listen der Siegerinnen der Intercontinental-Cup-Gesamtwertungen

### Winter
| Saison  | Siegerin   | Zweite         | Dritte         |
| ------- | ---------- | -------------- | -------------- |
| 2023/24 | Tina Erzar | Hannah Wiegele | Kjersti Græsli |

### Sommer
| Saison | Siegerin     | Zweite        | Dritte                     |
| ------ | ------------ | ------------- | -------------------------- |
| 2023   | Annika Sieff | Lara Malsiner | Ingvild Synnøve Midtskogen |